# Swiss Life
Pour les articles homonymes, voir Swiss.
Swiss Life, anciennement Schweizerische Lebensversicherungs- und Rentenanstalt (Rentenanstalt en version courte, Société suisse d’Assurances générales sur la vie humaine en français), est le plus grand groupe d’assurance-vie de Suisse. Son siège social est à Zurich. Le groupe figure parmi les premiers assureurs de la branche vie en Allemagne, en France et au Luxembourg.
Swiss Life emploie 11 000 salariés (2024) pour un chiffre d’affaires de 20,3 milliards de CHF (chiffres 2024). Il est coté au SMI à la bourse de Zurich.

## Histoire
La compagnie d'assurances Caisse de rentes suisse (Schweizerische Rentenanstalt) est fondée en 1857 à Zurich, sous la forme d'un établissement de droit privé ayant pour but de conclure des assurances vie, décès et rentes viagères. Bien que le Conseil d'État du canton de Zurich en ait eu l'initiative et que Johann Conrad Widmer ait réalisé les travaux préliminaires, c'est Crédit suisse qui apparaît comme le fondateur de la compagnie : dépourvue de capital initial, celle-ci se voit en effet garantir ses prestations par la banque. Elle se détache progressivement du Crédit suisse au rythme de la croissance de sa fortune et s'en sépare définitivement en 1885.
La prépondérance des assurances de capital par rapport à celles de rente a pour conséquence un complément de la raison sociale, qui devient la Société suisse d'Assurances générales sur la vie humaine (Schweizerische Lebensversicherungs- und Rentenanstalt) en 1894. La même année, la Rentenanstalt offre une assurance populaire destinée aux revenus modestes, dont les primes sont initialement encaissées à La Poste au moyen de carnets de timbres. À l'entrée en vigueur du code des obligations en 1912, la Rentenanstalt doit, à l'instar d'autres assurances mutuelles, s'inscrire en tant que coopérative au registre du commerce.
Durant la Première Guerre mondiale, elle se lance à grande échelle dans la prévoyance du personnel, un secteur qui flambe après la Seconde Guerre mondiale.
Après la reprise de La Suisse Assurances en 1988, la direction de la compagnie, qui se sent limitée dans ses mouvements face à la libéralisation des marchés, parvient à transformer la Rentenanstalt en société par actions en 1997. Suivant une stratégie de bancassurance, elle multiplie les acquisitions : Lloyd Continental, UTO Albis, Livit et Banque du Gotthard en 1999, Société fiduciaire suisse en 2000 et le parc immobilier d'Oscar Weber Holding en 2001. Cette expansion forcée la mène au bord de la faillite en 2001-2002. Une nouvelle direction revend les acquisitions et concentre l'activité sur le secteur traditionnel, opérant dès 2002 sous le nom de Swiss Life,.
Le groupe, affaibli, essuie un échec en 2008 durant la crise financière.

## Structure du groupe
Le groupe Swiss Life rend des comptes par pays. Outre ses trois marchés principaux, la Suisse, la France et l’Allemagne, il possède les secteurs transfrontaliers International et Asset Managers, dont les comptes sont présentés séparément.

### Suisse
Avec les marques Swiss Life et Swiss Life Select, Swiss Life Suisse est un prestataire de solutions complètes en prévoyance globale et en finances qui se classe parmi les premiers de Suisse avec plus de 1,3 million d’assurés.

### France
En France, Swiss Life, sous le nom de Swiss Life France, est l'un des acteurs de référence sur les marchés de l’assurance patrimoniale en vie et retraite et de l’assurance santé et prévoyance.
Swiss Life France est spécialisée dans l'assurance de personnes : assurance santé (communément appelée « complémentaire santé »), assurance vie, épargne, retraite, assurance habitation, assurance auto, assurance loisirs, etc.
En juin 2011, elle crée la première assurance qui protège la réputation des individus sur internet, Swiss Life e-reputation.

### Allemagne
Sise à Munich et fondée en 1866, la succursale allemande de Swiss Life propose à la clientèle privée et Entreprises des prestations dans le domaine de la prévoyance vieillesse et de la protection financière. Elle est spécialisée dans l’assurance d'invalidité professionnelle et la prévoyance professionnelle vieillesse. Les filiales de Swiss Life (Swiss Life Select, HORBACH, Tecis et Proventus) ont toutes leur siège à Hanovre.

### International
Avec des sites en Suisse, au Luxembourg, au Liechtenstein, aux Pays-Bas, en Italie, à Hong Kong et à Singapour, Swiss Life International offre une gamme complète de solutions d’assurance à la clientèle privée fortunée et aux multinationales, ainsi qu’un conseil sur mesure en prévoyance, risques et placements à la clientèle retail et patrimoniale. Les conseillers financiers de Swiss Life Select Autriche, République tchèque et Slovaquie ainsi que Chase de Vere en Grande-Bretagne opèrent également sous l’égide de Swiss Life International.

### Asset Managers
Swiss Life Asset Managers permet aux investisseurs institutionnels et privés d’accéder à des solutions de placement et de gestion d’actifs. En Suisse, Swiss Life est l’un des plus grands gérants d’actifs institutionnels et le troisième prestataire de fonds. En Allemagne, Swiss Life Asset Managers a nettement renforcé sa position de marché en acquérant le gérant d’actifs immobiliers Corpus Sireo en 2014. La société de gestion immobilière Livit SA ainsi que Mayfair Capital Investment, acquise en 2016 et sise à Londres, sont également des filiales de Swiss Life Asset Managers. En 2018, la société immobilière allemande BEOS AG a été rachetée par Swiss Life Asset Managers. En 2019, Swiss Life Asset Managers a acquis Fontavis, un gestionnaire de placements dans les domaines de l’énergie propre et des fonds d’infrastructures. En 2021, Swiss Life Asset Managers investit dans les pays nordiques en acquérant les activités immobilières du gérant d’actifs norvégien Ness, Risan & Partners (NRP) et opère sous la marque Swiss Life Asset Managers Nordics,. En 2024, Swiss Life Asset Managers a acquis l’entreprise suédoise Wilfast Förvaltning AB afin de renforcer sa position de gérant immobilier institutionnel en Europe et sa présence en Scandinavie.

## Gestion de l’entreprise

### Conseil d’administration
Le conseil d’administration est responsable de l’orientation générale du groupe et de la surveillance du directoire. Il est élu pour un an et sa composition est la suivante :
| Position       | Nom                        | Année de nomination |
| -------------- | -------------------------- | ------------------- |
| Président      | Rolf Dörig                 | 2002                |
| Vice-président | Klaus Tschütscher          | 2013                |
| Membre         | Adrienne Corboud Fumagalli | 2014                |
| Membre         | Damir Filipovic            | 2011                |
| Membre         | Stefan Loacker             | 2017                |
| Membre         | Henry Peter                | 2006                |
| Membre         | Martin Schmid              | 2018                |
| Membre         | Franziska Tschudi Sauber   | 2003                |
| Membre         | Thomas Buess               | 2019                |
| Membre         | Monika Bütler              | 2022                |
| Membre         | Severin Moser              | 2023                |
| Membre         | Philomena Colatrella       | 2023                |

### Directoire du groupe
Le Group CEO dirige les activités commerciales du groupe et définit ses objectifs à long terme et son orientation stratégique en concertation avec le directoire.
- Group CEO : Matthias Aellig (depuis 2024)
- Group CFO : Marco Gerussi
- Group CIO : Per Erikson
- CEO Suisse : Roman Stein
- CEO France : Tanguy Polet
- CEO Allemagne : Dirk von der Crone
- CEO International : Theodoros Iaponas

#### Anciens directeurs généraux
- 2014 - 2024: Patrick Frost
- 2008 - 2013 : Bruno Pfister[20]
- 2002 - 2008 : Rolf Dörig[21]
- 2002 : Roland Chlapowsky[22]
- 1993 - 2002 : Manfred Zobl[23]
- 1989 - 1993 : Kurt Rutz[24],[25]
- 1978 - 1989 : Walter Diener[26]
- - 1978 : Max Karrer[26]

## Effectif et chiffres d'affaires
- 2009 : env. 8 200 personnes[2]

- 2023 : 10 000 personnes, pour un chiffre d’affaires de 19,8 milliards de francs suisses[27]
- 2024: 11 000 personnes, pour un chiffre d’affaires de 20,3 milliards de francs suisses[27]

## Bâtiments sponsorisés
- Swiss Life Arena, patinoire à Zurich, en Suisse ;
- Swiss Life Hall, halle omnisports et polyvalente à Hanovre, en Allemagne.